# ドナルド・マッケイグ
ドナルド・マッケイグ（Donald McCaig、1940年5月1日 - 2018年11月11日）は、アメリカの小説家。モンタナ州ビュート出身
。マーガレット・ミッチェルの小説『風と共に去りぬ』の続編『レット・バトラー』の著者である。

## 経歴
ドナルド・マッケイグは、1940年5月1日、米モンタナ州ビュートに生まれた。地元の大学を卒業後、大学院に通い、1960年代中頃にはデトロイトやカナダの大学で哲学の講師を勤めた。その後、コピーライターに転進、ニューヨークで広告代理店に勤務したが、やがて、バージニア州に移り住み、農業を営んだ。彼が小説を書き始めたのは1975年からだが、当初はあまり注目を集めなかった。1984年、『名犬ノップ（Nop's Trials）』を刊行、ベストセラーとなり、作家としての地位を確立した。
1998年、南北戦争を舞台にした小説『ジェイコブズ・ラダー（Jacob’s Ladder）』を発表、これが、マーガレット・ミッチェルの小説『風と共に去りぬ』の続編の執筆者を探していた編集担当者の目に止まることになった。依頼を受けたドナルド・マッケイグは、入念な準備のうえ、主人公スカーレット・オハラではなく、もうひとりの主人公格であるレット・バトラーの視点から続編を書き上げ、2007年11月、『レット・バトラー』が出版された。
2018年11月11日、慢性閉塞性肺疾患と心臓病のためバージニア州ハイランド郡の自宅で死去。78歳没。

## 作品

### 小説
- The Butte Polka (1980年)
- 『名犬ノップ』 (大西央士 訳、集英社、1994年) - Nop's Trials (1984年)
- The Man Who Made the Devil Glad (1986年)
- Stalking Blind (1988年)
- The Bamboo Cannon (1989年)
- 『名犬ホープ』 (大西央士 訳、集英社、1995年) -  Nop's Hope: A Novel by the Author of Nop's Trial (1994年) [注釈 2]
- Jacob's Ladder: A Story of Virginia During the Civil War (1998年)
- Canaan: A Novel of the Reunited States After the War (2007年3月)
- 『レット・バトラー』 (池田真紀子 監訳、ゴマブックス、2008年) - Rhett Butler's People (2007年11月)
- Ruth’s Journey: A Novel of Mammy from Margaret Mitchell's Gone with the Wind (2014年)

### 短編集
- A Useful Dog (2007年3月)

### ノンフィクション
- Eminent Dogs, Dangerous Men: Searching Through Scotland for a Border Collie (1991年)
- An American Homeplace (1992年)
- The Dog Wars: How the Border Collie Battled the American Kennel Club (2007年8月)